# Sail Away to Avalon
Sail Away to Avalon – pierwszy singel projektu muzycznego Ayreon, wydany w 1995 roku. Utwór pochodzi z pierwszego albumu projektu, The Final Experiment. Łączy on w sobie elementy średniowiecznej muzyki z heavy metalem i muzyką folkową, co można stwierdzić po użyciu klawesynu. Tekst opowiada historię podróży do Avalonu, w celu odzyskania Świętego Graala.

## Lista utworów
1. Sail Away To Avalon (radio edit) – 03:47
2. The Charm Of The Seer – 03:53
3. Nature’s Dance – 02:36
4. Eyes Of Time – 05:09

## Twórcy
- Arjen Lucassen – śpiew, gitara, keyboard, syntezator
- Barry Hay – śpiew
- Leon Goewie – śpiew
- Ruud Houweling – śpiew
- Cleem Determeijer – keyboard
- Rene Merkelbach – keyboard
- Jan Bijlsma – gitara basowa
- Ernst van Ee – perkusja